# Associazione Calcio Trento 1982-1983
Questa voce raccoglie le informazioni riguardanti l'Associazione Calcio Trento nelle competizioni ufficiali della stagione 1982-1983.

## Rosa
| N. |                   | Ruolo | Calciatore         |
| -- | ----------------- | ----- | ------------------ |
|    | Italia (bandiera) | A     | Massimo Bertinato  |
|    | Italia (bandiera) |       | Bevilacqua         |
|    | Italia (bandiera) | D     | Paolo Bottura      |
|    | Italia (bandiera) | A     | Sergio D'Agostino  |
|    | Italia (bandiera) | D     | Walter Dal Dosso   |
|    | Italia (bandiera) | D     | Antonio Dell'Oglio |
|    | Italia (bandiera) |       | Filippi            |
|    | Italia (bandiera) |       | Fruet              |
|    | Italia (bandiera) |       | Gabban             |
|    | Italia (bandiera) | D     | Ezio Glerean       |
|    | Italia (bandiera) | A     | Riccardo Gori      |

| N. |                   | Ruolo | Calciatore              |
| -- | ----------------- | ----- | ----------------------- |
|    | Italia (bandiera) | D     | Marzio Lugnan           |
|    | Italia (bandiera) | A     | Pier Giorgio Lutterotti |
|    | Italia (bandiera) | A     | Walter Mario Minietti   |
|    | Italia (bandiera) | C     | Odilio Moro             |
|    | Italia (bandiera) | P     | Fabrizio Paese          |
|    | Italia (bandiera) | C     | Fabio Sala              |
|    | Italia (bandiera) | C     | Carlo Sartori           |
|    | Italia (bandiera) | A     | Giorgio Telch           |
|    | Italia (bandiera) | A     | Maurizio Villanova      |
|    | Italia (bandiera) | D     | Walter Vio              |

## Risultati

### Campionato

#### Girone di andata
| 19 settembre 1982 1ª giornata | Forlì | 0 – 0 | Trento |  |

| 26 settembre 1982 2ª giornata | Trento | 0 – 0 | Parma |  |

| 3 ottobre 1982 3ª giornata | Rondinella | 0 – 0 | Trento |  |

| 10 ottobre 1982 4ª giornata | Modena | 2 – 1 | Trento |  |

| 17 ottobre 1982 5ª giornata | Trento | 0 – 0 | SPAL |  |

| 24 ottobre 1982 6ª giornata | Triestina | 3 – 0 | Trento |  |

| 31 ottobre 1982 7ª giornata | Trento | 1 – 0 | Piacenza |  |

| 7 novembre 1982 8ª giornata | Trento | 1 – 0 | Brescia |  |

| 14 novembre 1982 9ª giornata | Mestre | 1 – 1 | Trento |  |

| 21 novembre 1982 10ª giornata | Trento | 2 – 1 | Sanremese |  |

| 28 novembre 1982 11ª giornata | Pro Patria | 3 – 1 | Trento |  |

| 5 dicembre 1982 12ª giornata | Trento | 0 – 0 | Padova |  |

| 12 dicembre 1982 13ª giornata | Treviso | 2 – 0 | Trento |  |

| 14 dicembre 1982 14ª giornata | Trento | 3 – 2 | Fano |  |

| 9 gennaio 1983 15ª giornata | Carrarese | 1 – 0 | Trento |  |

| 16 gennaio 1983 16ª giornata | Lanerossi Vicenza | 2 – 0 | Trento |  |

| 23 gennaio 1983 17ª giornata | Trento | 0 – 1 | Rimini |  |

#### Girone di ritorno
| 30 gennaio 1983 18ª giornata | Trento | 1 – 0 | Forlì |  |

| 6 febbraio 1983 19ª giornata | Parma | 1 – 0 | Trento |  |

| 13 febbraio 1983 20ª giornata | Trento | 0 – 0 | Rondinella |  |

| 20 febbraio 1983 21ª giornata | Trento | 2 – 1 | Modena |  |

| 27 febbraio 1983 22ª giornata | SPAL | 0 – 0 | Trento |  |

| 6 marzo 1983 23ª giornata | Trento | 0 – 0 | Triestina |  |

| 13 marzo 1983 24ª giornata | Piacenza | 1 – 2 | Trento |  |

| 20 marzo 1983 25ª giornata | Brescia | 0 – 0 | Trento |  |

| 2 aprile 1983 26ª giornata | Trento | 3 – 0 | Mestre |  |

| 10 aprile 1983 27ª giornata | Sanremese | 1 – 0 | Trento |  |

| 17 aprile 1983 28ª giornata | Trento | 1 – 1 | Pro Patria |  |

| 1º maggio 1983 29ª giornata | Padova | 1 – 0 | Trento |  |

| 8 maggio 1983 30ª giornata | Trento | 2 – 1 | Treviso |  |

| 15 maggio 1983 31ª giornata | Fano | 1 – 0 | Trento |  |

| 22 maggio 1983 32ª giornata | Trento | 2 – 2 | Carrarese |  |

| 29 maggio 1983 33ª giornata | Trento | 2 – 0 | Lanerossi Vicenza |  |

| 5 giugno 1983 34ª giornata | Rimini | 1 – 1 | Trento |  |